# 上東条村
上東条村（かみとうじょうむら）は兵庫県加東市にあった村である。現在は加東市である。

## 地形
- 東条川
- 東条湖

## 歴史
- 1889年（明治22年）4月1日 - 町村制の施行により、天神村・横谷村・永福村・椅鹿谷村・黒谷村・長貞村・少分谷村・秋津村・森村の区域をもって発足。
- 1951年（昭和26年） - 鴨川ダムが完成し、溜った湖に東条湖と名づけられる。
- 1955年（昭和30年）3月31日 - 中東条村と合併して東条町が発足。同日上東条村廃止。

## 人口・住宅の変遷
- 1905年 - 3,826人・668戸
- 1920年 - 3,448人・700戸
- 1935年 - 3,431人・692戸
- 1947年 - 4,082人・不明
- 1955年 - 4,242人・795戸

## 教育
- 上東条村立上東条中学校（現：加東市立東条東小学校）
- 上東条村立上東条中学校（現：加東市立東条中学校）
- 兵庫県立社高等学校東条分校

## 歴代村長
- 初代：岸田栄五郎
- 2代：山本徳三郎
- 3代：柴崎寅之助
- 4代：岸田栄五朗
- 5代：山本佐太郎
- 6代：長田佐太郎
- 7代：中野修一
- 8代：長田佐太郎
- 9代：大野亀朗
- 10代：飯尾秀龍
- 11代：橋本照一
- 12代：橋本卯一郎